# INSEAD
INSEAD är en internationellt högt rankad handelshögskola med MBA-program och forskningsinstitut med campus i Fontainebleau i Frankrike, i Singapore och Abu Dhabi. Det officiella namnet på skolan är INSEAD som ursprungligen stod för INStitut Européen d'ADministration des Affaires. Skolan erbjuder en heltids ettårig Master of Business Administration (MBA)-utbildning, MBA-program för företagsledare, doktorandutbildningar, och omfattande affärskurser för företagsledare.
Skolan grundades 1957 i Fontainebleau och utbildar årligen över 1 000 MBA- och Phd-studenter samt över 6 000 företagsledare. Många INSEAD-studenter är medlemmar i den internationella alumniförening som finns i 42 länder, inklusive i Sverige, och som bedriver ett aktivt kontaktnätverk.
INSEAD har samarbete med Wharton School i USA.